# Гута (Хмельницький район)
Гу́та —  село в Україні, у Деражнянській міській громаді Хмельницького району Хмельницької області. Населення становить 104 особи. 
Відстань до центру громади становить близько 18 км і проходить автошляхом Т 2310.

## Історія
7 (20) листопада 1917 року, відповідно до Третього Універсалу Української Центральної Ради, увійшло до складу Української Народної Республіки.
30 жовтня 1921 р. під час Листопадового рейду через Гуту проходила Подільська група (командувач Михайло Палій-Сидорянський)  Армії Української Народної Республіки.
12 червня 2020 року, відповідно до розпорядження Кабінету Міністрів України № 727-р «Про визначення адміністративних центрів та затвердження територій територіальних громад Хмельницької області», увійшло до складу Деражнянської міської громади.
19 липня 2020 року, в результаті адміністративно-територіальної реформи та ліквідації Деражнянського району, село увійшло до складу Хмельницького району.

## Герб
Затверджений 24 червня 2020р. рішенням №45 сесії сільської ради. Автор - І.Д.Янушкевич.
Щит розділений червоним лівим перев'язом із уступами вліво, обтяженим трьома золотими бетонними оборонними спорудами з бійницями у праву сторону. У першій зеленій частині золоті молоток і плуг; у другій срібній червоне полум'я охоплює золотий глечик.